# 波努伊島
波努伊島是新西蘭的島嶼，位於奧克蘭以東的豪拉基灣，處於懷希基島東南部，面積18平方公里，2001年人口僅9人，該島北端有一座小型風力發電場。
36°52′S 175°11′E / 36.867°S 175.183°E